# Novo Selo (Čaška)
Pour les articles homonymes, voir Novo Selo.
Novo Selo (en macédonien Ново Село) est un village du centre de la Macédoine du Nord, situé dans la municipalité de Tchachka. Le village comptait 6 habitants en 2002.

## Démographie
Lors du recensement de 2002, le village comptait :
- Macédoniens : 5
- Serbes : 1